# Julius Müller (Theologe)

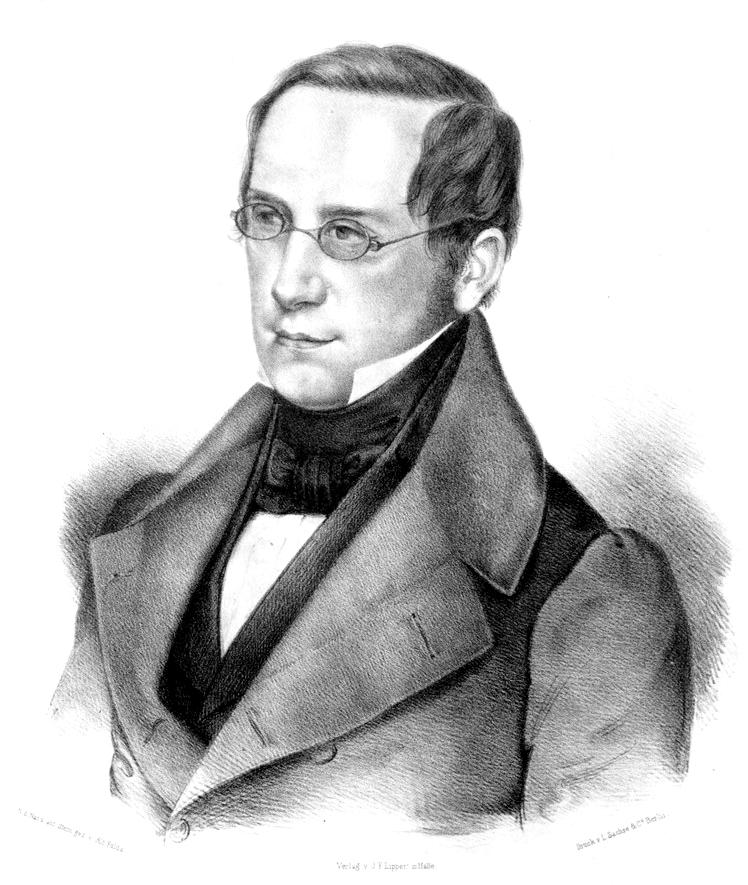
Julius Müller

Julius Müller (* 10. April 1801 in Brieg, Provinz Schlesien; † 27. September 1878 in Halle) war ein deutscher protestantischer Theologe.

## Leben
Müller war ein Sohn des Pastors Karl Daniel Müller (1773–1858) und dessen Ehefrau Juliane Müller, geb. Linke (1774–1858). Seine Brüder waren Karl Otfried Müller (1797–1840) und Eduard Müller (1804–1875).
Müller studierte in Breslau, Göttingen und Berlin zunächst Jura, dann Evangelische Theologie. 1825 wurde er Pfarrer in Schönbrunn, Landkreis Strehlen, wo er zunächst sich als Lutheraner gegen die Einführung der preußischen Union einsetzte. 1831 bekam er eine Berufung zum Universitätsprediger in Göttingen, wo er sich habilitierte. 1835 wurde er zum Professor für Dogmatik in Marburg berufen, wo er 1838/39 als Rektor amtierte. 1839 wechselte er an die Theologische Fakultät der Universität Halle. Hier wurde er zu einem auch kirchenpolitisch einflussreichen Verteidiger der preußischen Union, für die er auf der Generalsynode von 1846 eine Lehrgrundlage entwarf. Auch sein Buch über die evangelische Union von 1854 bemühte sich um den Nachweis, dass die Bekenntnisschriften von Lutheranern und Reformierten im Fundamentalen übereinstimmten. 1848 nahm er an der Gründung des deutschen evangelischen Kirchentages teil. 1850 gründete er mit August Neander und Karl Immanuel Nitzsch die Deutsche Zeitschrift für christliche Wissenschaft und christliches Leben (bis 1861), ein führendes Organ der Vermittlungstheologie. Müller kann jedoch nur bedingt dieser Schule zugeordnet werden. Ebenso deutlich ist der Einfluss der Erweckungsbewegung, vor allem dank der engen Beziehung zu seinem Fakultätskollegen August Tholuck. Besonders in seinem Hauptwerk über die theologische Lehre von der Sünde zeigt er sich als Gegner des Liberalismus, weil er das Streben nach Autonomie als Ursprung der Sünde ansieht.
Während seiner Professur in Halle (Saale) wurde er Ehrenphilister des Hallenser Wingolf.

## Schriften
- Das christliche Leben, seine Entwickelung, seine Kämpfe und seine Vollendung. Dargestellt in einer Reihe Predigten, gehalten in der Universitätskirche zu Göttingen. J. Max u. Komp., Breslau 1834; 3. verb. Aufl. ebd. 1847.
- Die christliche Lehre der Sünde. J. Max u. Komp., Breslau 1839–1844 (Digitalisat Bd. 1; Bd. 1, Neue Ausg.; Bd. 2); 3. vermehrte u. verb. Aufl. ebd. 1847.
- Zeugniß von Christo und von dem Wege zu ihm für die Suchenden. Predigten. J. Max u. Komp., Breslau 1846 (Digitalisat).
- Das Verhältniß der dogmatischen Theologie zu den antireligiösen Richtungen der gegenwärtigen Zeit. Breslau 1843. (Digitalisat in der Digitalen Bibliothek Mecklenburg-Vorpommern).
- Die erste Generalsynode der evangelischen Landeskirche Preußens. (1847).
- Der Brief Pauli an die Galater in Bibelstunden erklärt. Mit einem Vorwort von Dr. Nitzsch. Agentur des Rauhen Hauses, Hamburg 1853.
- Die evangelische Union, ihr Wesen und göttliches Recht. Wiegandt & Grieben, Berlin 1854 (Digitalisat).
- Dogmatische Abhandlungen. Müller, Bremen 1870 (Digitalisat).